# Majs
Majs (Zea mays) är en ettårig, upp till 6 meter hög art i familjen gräs. Det var Christofer Columbus som tog majsen till Europa.
Majs är en kulturväxt medan de vilda släktingarna benämns teosint. Enligt vissa fynd påbörjades odlande av majs i Sydamerika och Mexiko redan för 10 000 år sedan.
Hanblomställningen sitter i toppen av plantan och honblomställningarna, som blir majskolvar, i bladvecken. Frukterna, majskornen, är mycket stärkelserika. Strået är märgfyllt. Majsen domesticerades i Centralamerika, och hade vid européernas ankomst spritt sig till stora delar av Nordamerika.

## Underarter
- subsp. huehuetenangensis
- subsp. mexicana
- subsp. parviglumis

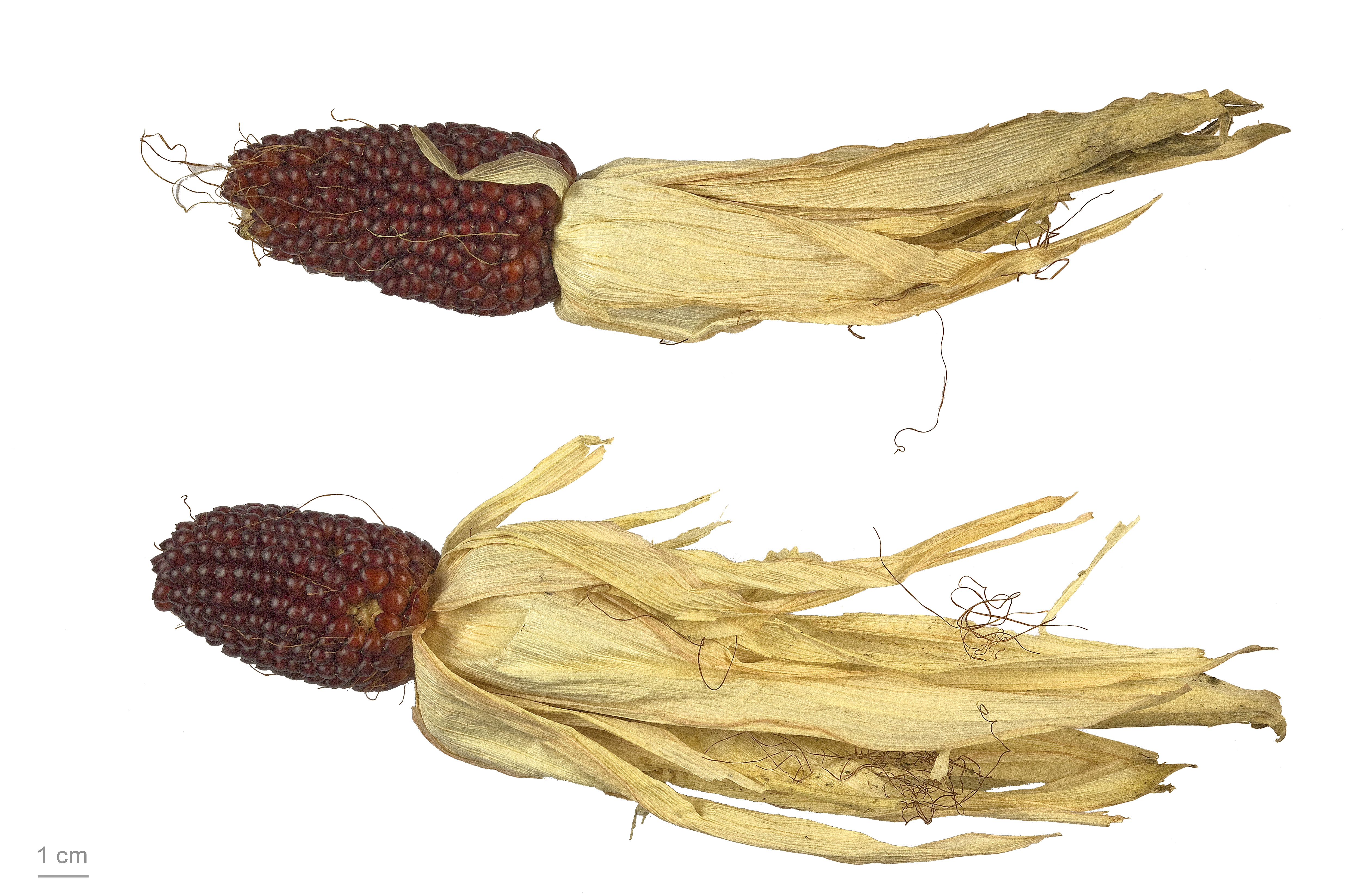
Zea mays "fraise"

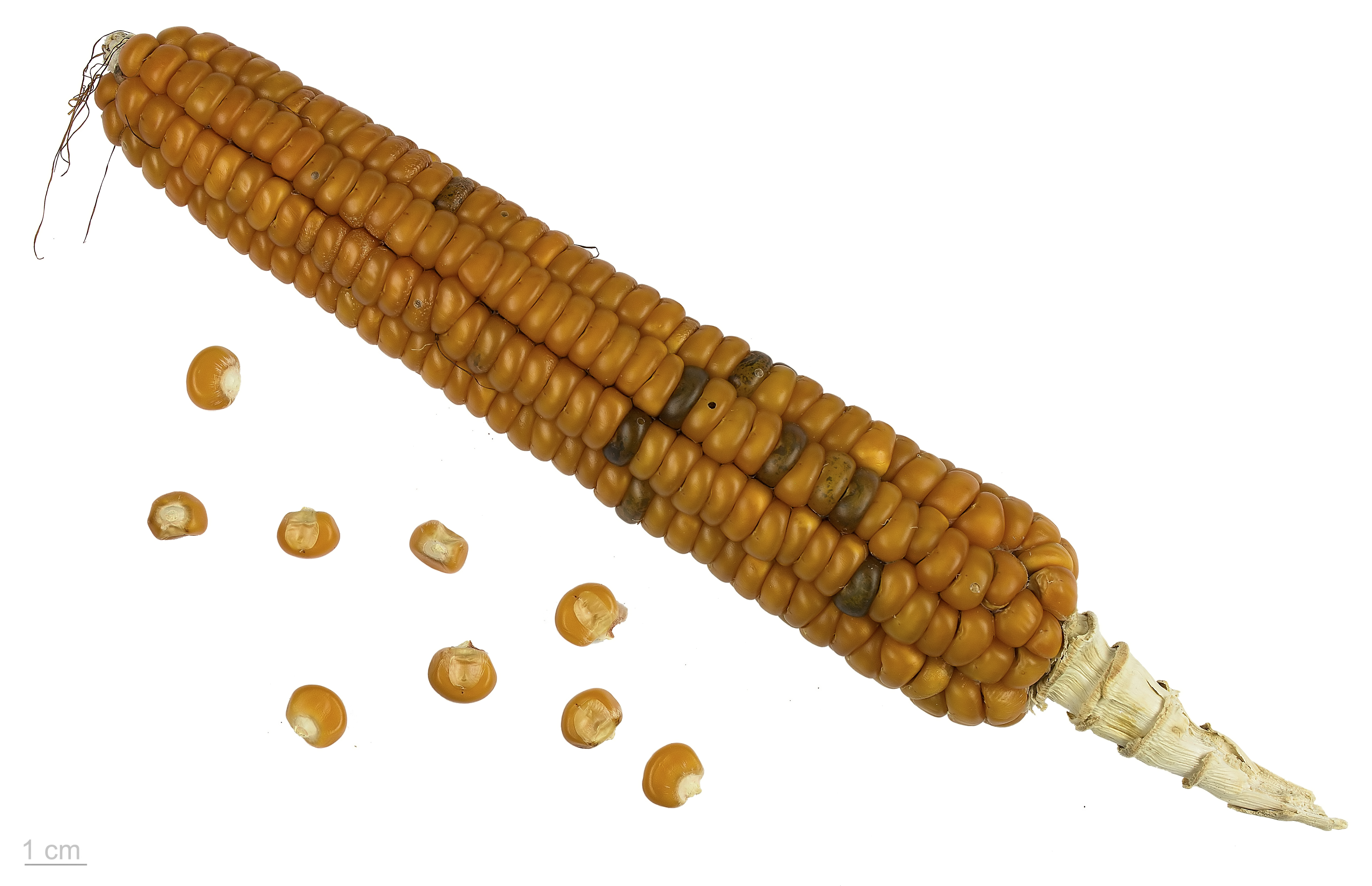
Zea mays "Ottofile giallo Tortonese”

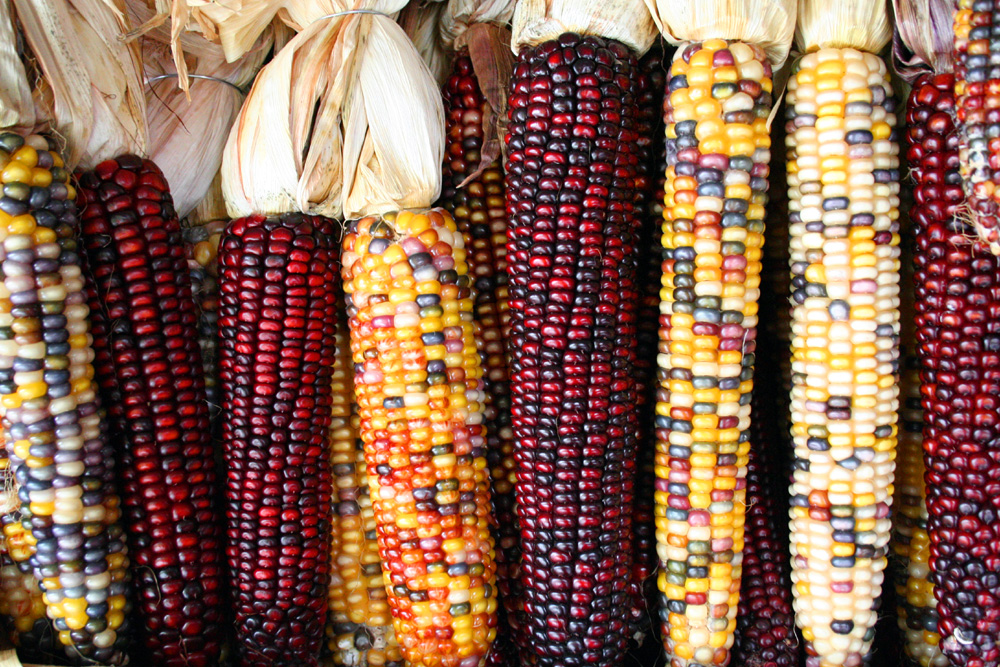
Majskolvar av olika sorter. Observera skillnaderna i storlek och färg.

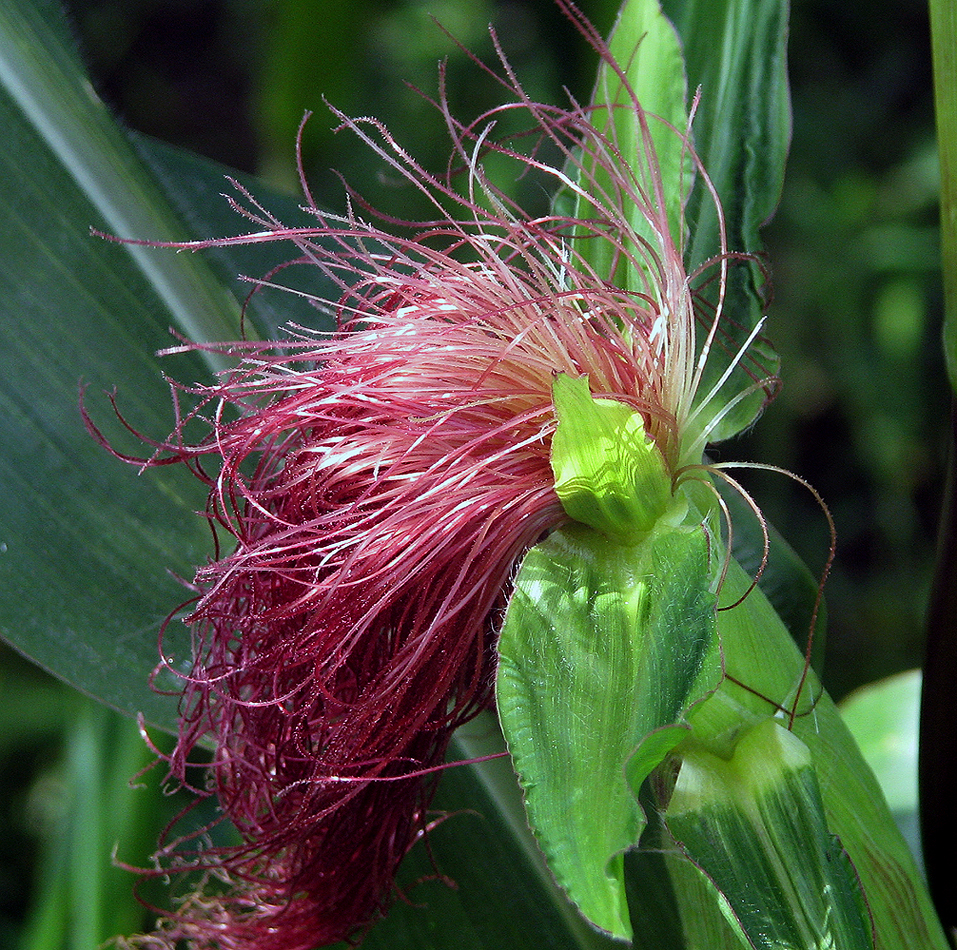
Blommande majs.

- subsp. mays - representerar den odlade majsen.

## Grupper
Den odlade majsen delas in i ett antal sortgrupper beroende på användning:
- Flintmajs (Z.mays Indurata-Gruppen)
- Mjölmajs (Z.mays Amylacea-Gruppen)
- Popmajs (Z.mays Microsperma-Gruppen)
- Prydnadsmajs (Z.mays Japonica-Gruppen)
- Sockermajs (Z.mays Saccharata-Gruppen)
- Tandmajs (Z.mays Dentiformis-Gruppen)

## Odling och användning[1]
Majs har blivit ett baslivsmedel i stora delar av världen, och den totala produktionen av majs överstiger den av vete och ris. Mycket majs används till djurfoder, antingen som spannmål eller som hela plantan, som antingen kan pressas i balar eller göras till det mer smakliga ensilaget. Sockerrika majssorter, som kallas sockermajs, odlas för humankonsumtion, medan åkermajssorter används för djurfoder, för användning som majsmjöl eller masa, majsstärkelse, majssirap, pressning till majsolja, alkoholhaltiga drycker som bourbon-whiskey och som kemiska råvaror, inklusive etanol och andra biobränslen. Polenta är små gryn framställda av majskornets kärna. Av polenta görs bland annat gröt och denna majsgröt är nationalrätt i norra Italien.
Majs odlas i tropiskt, subtropiskt och tempererat klimat i de flesta delar av världen. Det finns tusentals majssorter som passar att odla under olika betingelser och för olika ändamål. Majs är näst efter vete och ris det viktigaste och mest spridda sädesslaget i världen. Det är också den första växt i odling för vilken genmodifierade varianter utgör en signifikant andel av den odlade arealen.
Majs innehåller inte gluten och majsmjöl är därför ett bra alternativ till vetemjöl för de som lider av celiaki.
Popcorn, ett av världens populäraste snacks, görs genom att värma torkade majskorn i het matolja eller smör, och vänta på att kornen ska börja "poppa" (puffas). Det som händer under denna process är att kornen vänds ut-och-in.
Det förekommer att majsen skördas innan den blivit fullvuxen. Den kallas då minimajs och är så pass mjuk att man äter den hel med kolv och allt.
I Korea gör man ett te av majs som heter Oksusu cha.

### Majsolja
Denna olja framställs från majsgroddar som innehåller 40-50% fett. Fettsyrasammansättning 27% oljesyra, 63% oljesyra, övriga fettsyror 10%. Majsolja stelnar vid en temperatur av -10 till -18oC. 

### Majs i Sverige
Linnéaposteln Daniel Rolander noterade i sin resa genom Sverige 1754 att man i Helsingborg malde majs. På 1800-talet arbetade entomologen Carl Johan Schönherr med att försöka acklimatisera majs på sin gård Sparresäter, och han ses som en föregångare. Han hade fått majskornen från en vän som var i Nordamerika. Majs odlas främst i Skåne och södra Sverige. Under 2010 beräknades avkastningen av en hektar i Skåne vara cirka 5 600 kg . Under 2018 producerades totalt 4 600 ton majs i Sverige, det är en dramatisk minskning jämfört med år 2017 då cirka 8 800 ton producerades .

## Genetik
Genomet hos majs är ca 2300 Mb långt och innehåller ca 32000 gener.

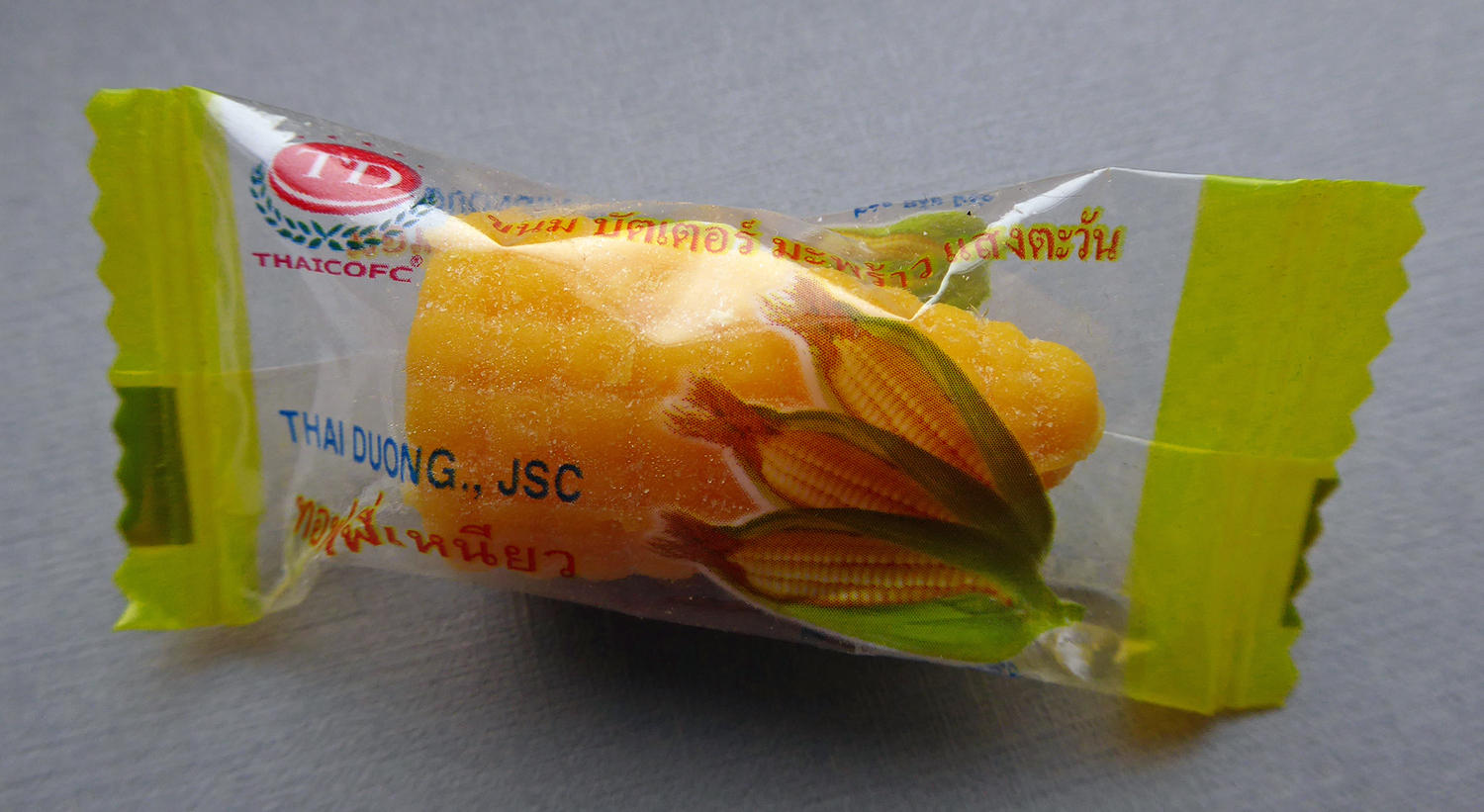
Thailändskt majsgodis i form av en majsformad karamell.

## Världsproduktion
| Placering                                       | Land       | Produktion (ton) |
| ----------------------------------------------- | ---------- | ---------------- |
| 1                                               | USA        | 392 450 840      |
| 2                                               | Kina       | 257 173 900      |
| 3                                               | Brasilien  | 82 288 298       |
| 4                                               | Argentina  | 43 462 323       |
| 5                                               | Ukraina    | 35 801 050       |
| 6                                               | Indien     | 30 253 938       |
| 7                                               | Indonesien | 27 820 000       |
| 8                                               | Mexiko     | 27 169 977       |
| 9                                               | Rumänien   | 18 663 939       |
| 10                                              | Kanada     | 13 884 800       |
| Källa: UN Food & Agriculture Organisation (FAO) |            |                  |